# 高野川 (京都市)
高野川（たかのがわ）は、京都府京都市左京区を流れる淀川水系の一級河川である。

## 地理
京都市左京区と滋賀県大津市の境に位置する途中峠の南部に源を発する。以降は国道367号と並行して南進する。左京区大原北部のミタニ峠を源とする川を三谷口で合わせ、左京区鞍馬と左京区大原の境に位置する天ヶ岳を源とする高谷川を小出石町で合わせる。上流は大原川、中流は八瀬川と呼ばれることもある。
さらに三千院の裏山を源とする呂川や、寂光院の裏山を源とする草生川を合わせ、比叡山の西麓を南進する。上高野の花園橋で白川通と交差し、一級河川岩倉川、一級河川音羽川を合わせ、川端通と併走しながら加茂大橋上流で一級河川鴨川と合流している。京都の地図で、鴨川はよくYの字で表されるが、その右側に当たる川である。

## 自然

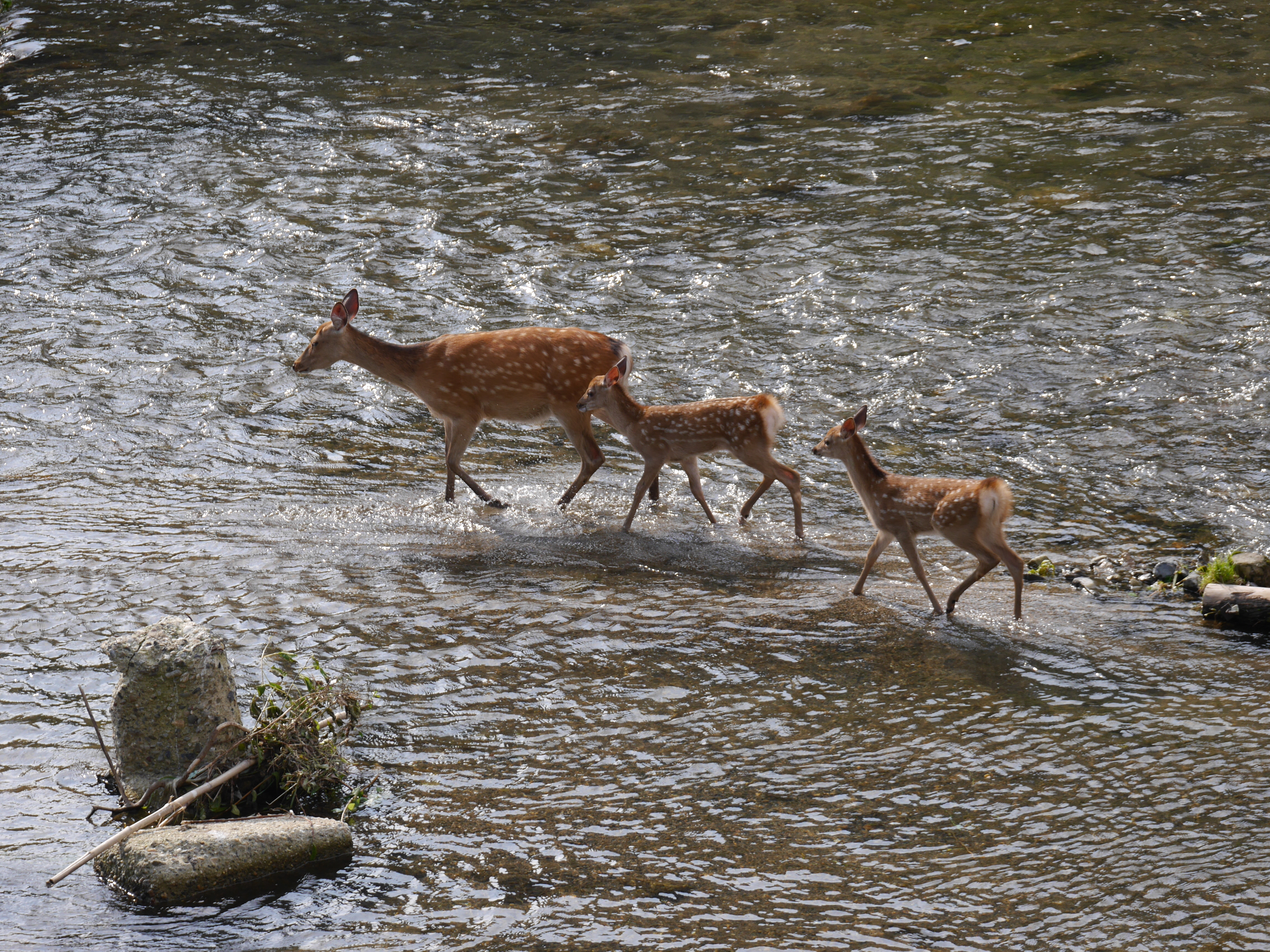
高野川を渡るニホンジカの親子

- オオサンショウウオ - 特別天然記念物のオオサンショウウオが棲む。大雨の後などに京都市街まで流されてくることがあり、市民を驚かせる[4]。
- ニホンジカ - 河川敷でニホンジカの姿を見ることもある[5]。

## 歴史
現在は出町付近で北西方向から流れてきた賀茂川と合流し鴨川として南流しているが、かつては賀茂川は上賀茂付近から南流し、一方高野川は出町付近から南西に流れていて、ともに左京域に扇状地を形成していたとされていた（塚本常雄「鴨川つけかえ説」）。これに対し地質学の方からは最終氷期にはそれ以降の時代より南側で鴨川に合流していたとする説がある。一時はこの説に従って多くの歴史学者が「付替えはなかった」としたが、最近になって「つけかえ説」を再評価する声が高まっている。
「日本後紀」によると、高野川は平安時代には埴川と呼ばれていた。「雍州府志」によると、高野村を通ることが高野川の名前の由来だとしている。
古くより農業用水として重用され、沿岸の村々が利益を享受していたが、渇水のたびに幾度となく村同士で対立が発生した。大原地域の一部では、2019年（令和元年）9月現在上水道の水源として利用されている。

## 主な支流

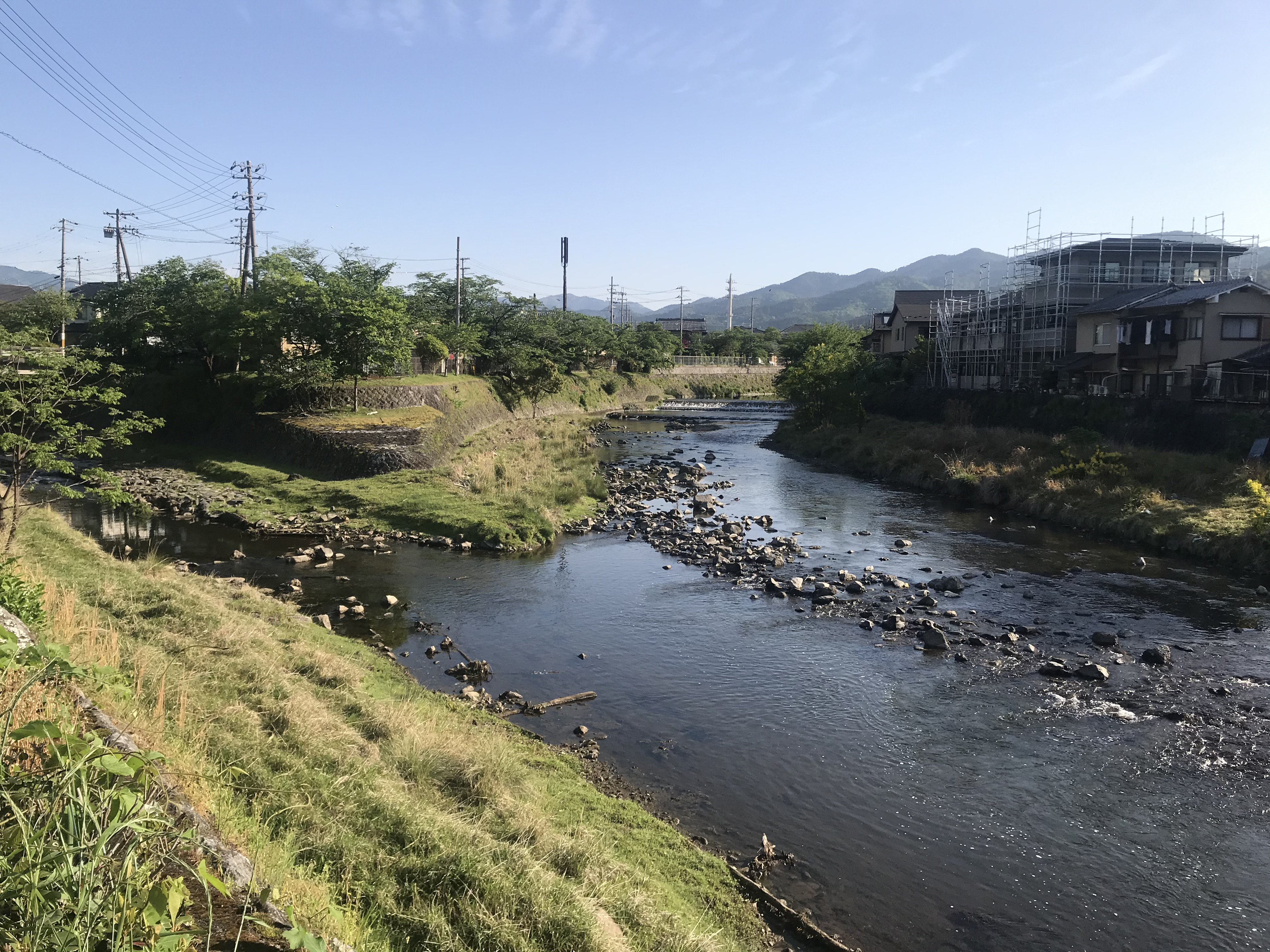
花園橋と山端橋の間にある高野川（右）と岩倉川（左）の合流点

高野川にそそぐおもな支流は以下の通り。
- 高谷川
- 呂川
  - 律川
- 草生川
- 岩倉川
- 音羽川

### 分流
- 泉川

左京区松ヶ崎山端で高野川から別れ、途中農業用水を分流しながら松ヶ崎を抜け下鴨で琵琶湖疏水分線と交差、下鴨神社（賀茂御祖神社）境内を流れた後、高野川に合流する。

## 主な橋梁
（八瀬堰堤以南）

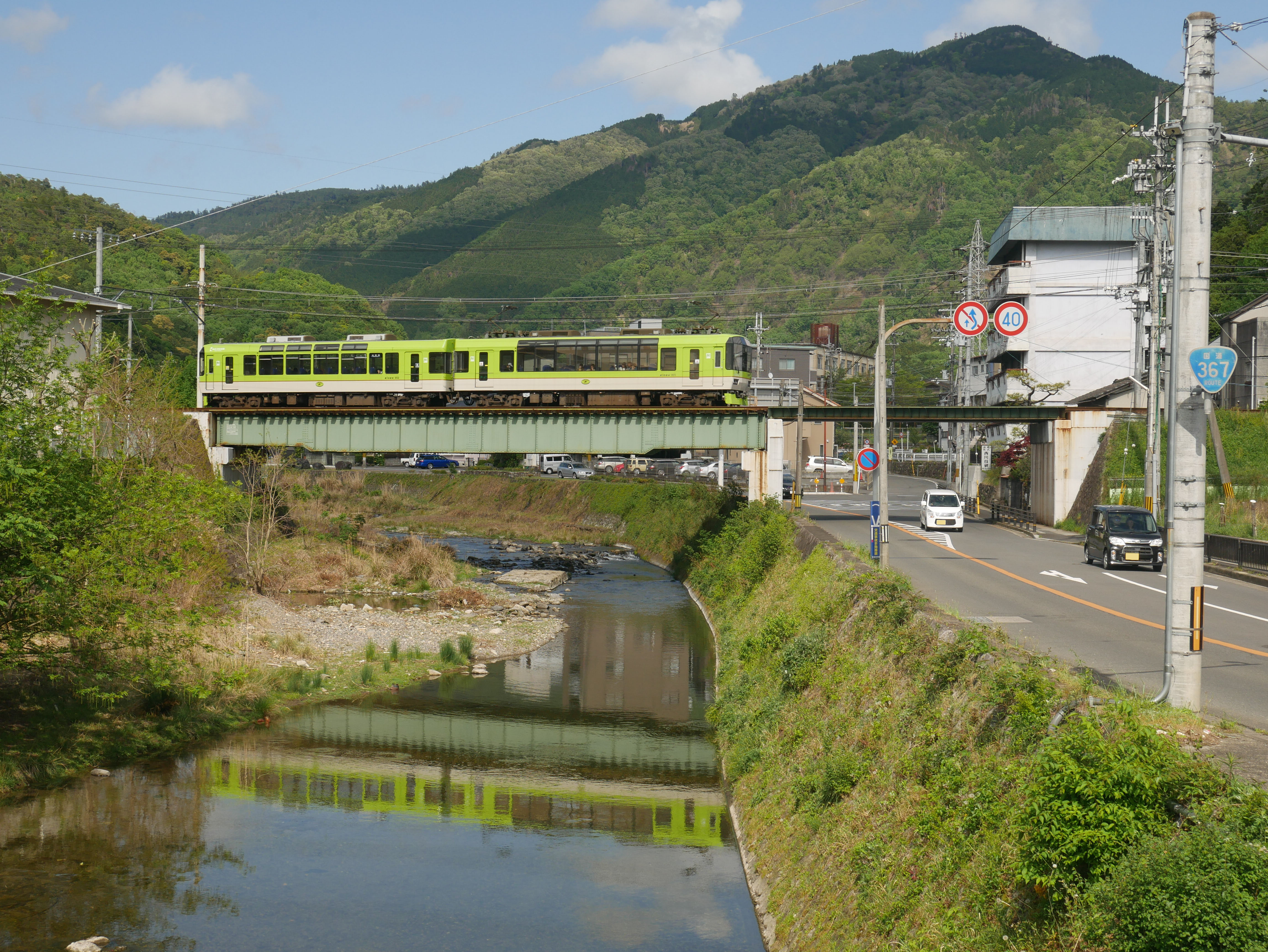
高野川（花園橋より）

河原人道橋 - 三宅橋 - 花園橋 - 山端橋 - 松ヶ崎橋 - 馬橋 - 高野川北泉橋 - 松ヶ崎人道橋 - 高野橋 - 蓼倉（たでくら）橋 - 御蔭橋 - 河合橋

## 条例による規制
京都府鴨川条例(2008年4月施行)では賀茂川高橋以南、鴨川京都南大橋以北とともに、高野川馬橋以南が規制対象となっており、打ち上げ花火などが規制される。